# Vilniuser Schloss

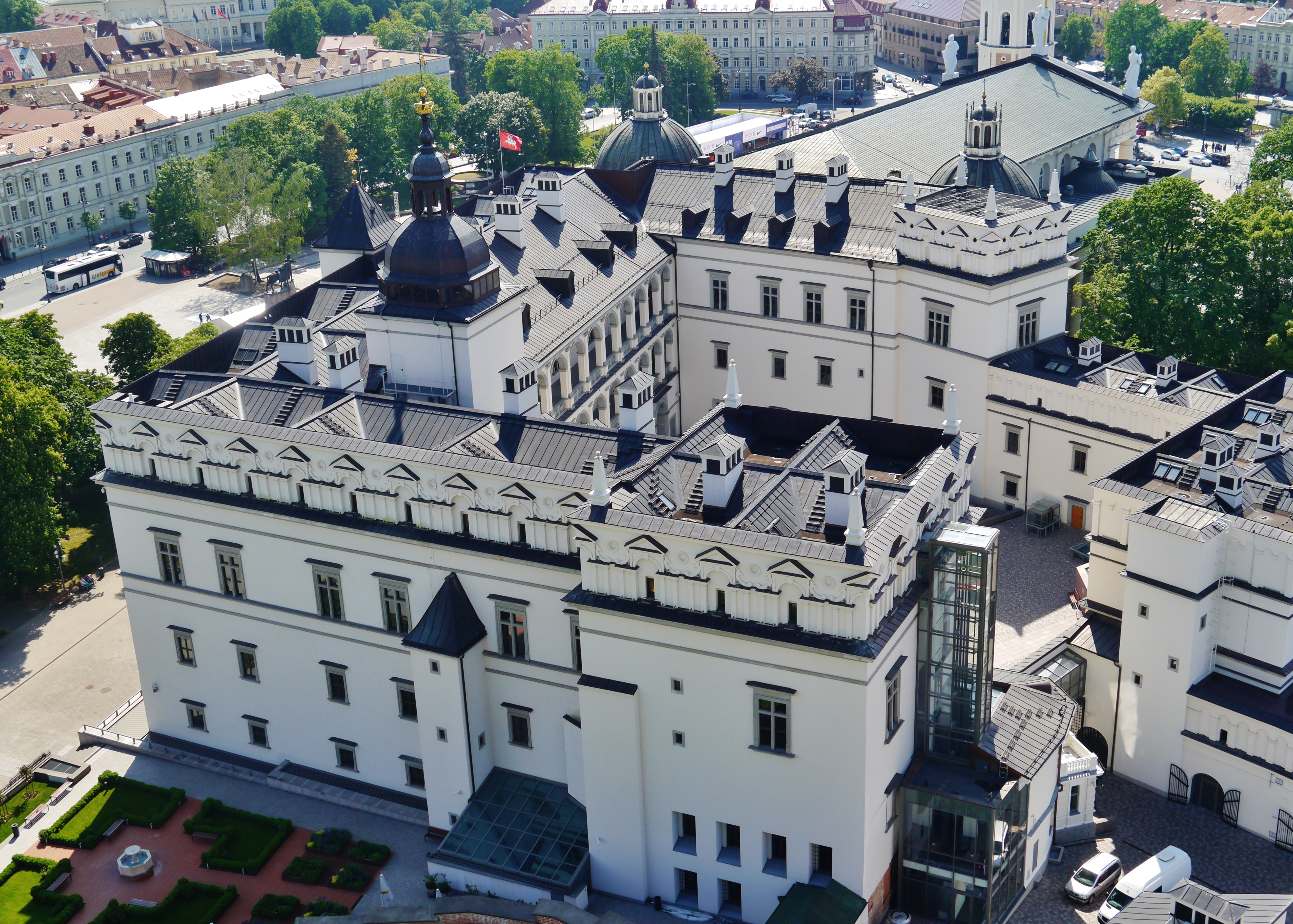
Vilniuser Schloss

Das Vilniuser Schloss, offiziell das Großfürstliche Schloss zu Vilnius (litauisch Valdovų rūmai), ist der ehemalige Sitz der Großfürsten von Litauen in Vilnius. Gegründet im 13. Jahrhundert, wandelte es sich während der Herrschaft von Sigismund III. Wasa zur barocken Vierflügelanlage. Nach dem Abriss 1801 durch die russische Gouvernementsverwaltung wurde es 2002 bis 2009 vom litauischen Staat wiederaufgebaut. Seitdem ist es Sitz des Schlossmuseums und Teil der UNESCO-Welterbestätte Historisches Zentrum von Vilnius.

## Geschichte

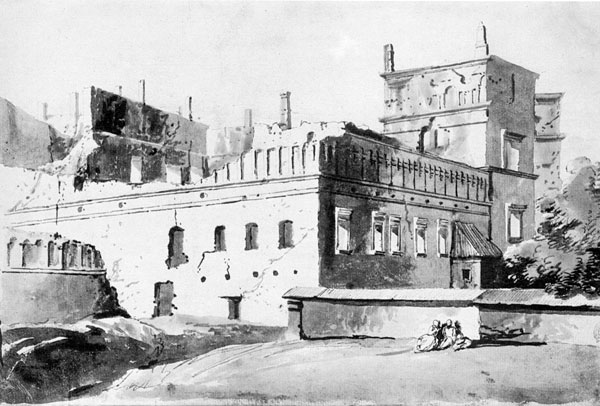
Die Ruine des Schlosses

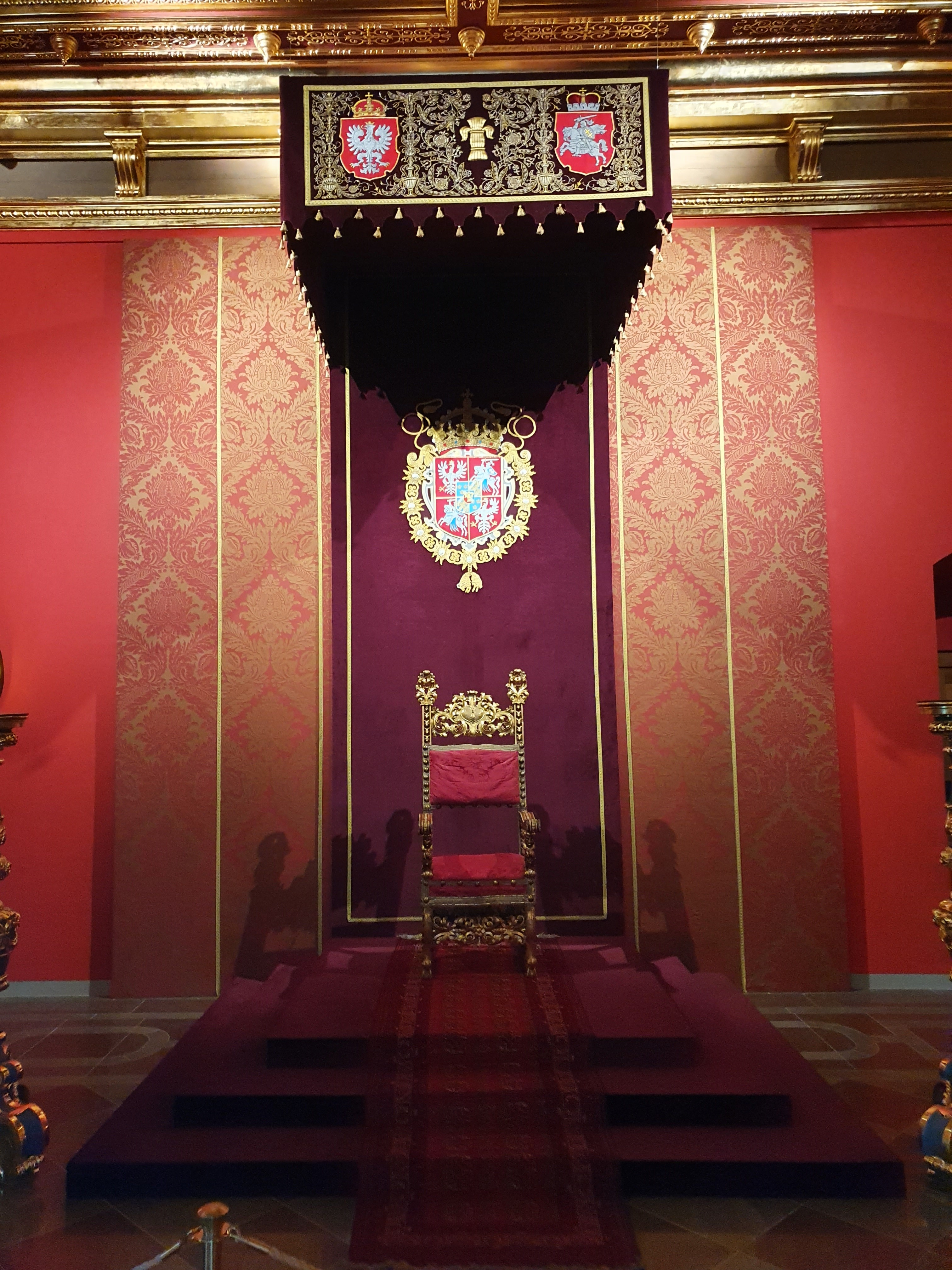
Der rekonstruierte Thronsaal

Die Großfürsten aus dem Hause der Jagiellonen gingen seit 1386 eine Union mit dem Königreich Polen ein und besetzten bis 1572 zugleich auch den polnischen Thron. 1569 wurde das Großherzogtum Teil des gemeinsamen Staats Polen-Litauen, bestand aber nominell bis zu den Teilungen Polens fort.
Der ursprünglich gotische Bau ging zum größten Teil auf Alexander Jagiello und Vytautas ab 1419 zurück. Sigismund I., der Alte, sowie dessen italienische Frau Bona Sforza ließen ihn durch die in Polen und Litauen tätigen italienischen Architekten Bartolomeo Berrecci da Pontassieve, Giovanni Cini da Siena, Bernardino de Gianotis Zanobi im Stil der Renaissance umbauen. Auf drei Stockwerke wurde aufgestockt, ein Innenhof angelegt. Im 17. Jahrhundert folgte eine Barockisierung, an der Matteo Castelli, Giacopo Tencalla und andere mitwirkten. 1636 fand hier die erste Opernaufführung Litauens statt.
1655 eroberte eine russische Armee Vilnius. Zwar kam es sechs Jahre später zur Rückeroberung, aber der geplünderte und durch Feuer halb zerstörte Palast wurde nicht wieder aufgebaut. Teile des Schlosses blieben aber bewohnt. Nach der Eingliederung Litauens ins Zarenreich wurden 1801 die Reste des Schlosses abgetragen.
Seit 1987 wurde an der Stelle des alten Schlosses gegraben; die Fundamente und zahlreiche Fundstücke wie Münzen, Scherben, Bodenfliesen und Teile des Dekors der Fassaden kamen zutage. Die Funde übertrafen alle Erwartungen und regten eine Rekonstruktion an. Im Jahr 2000 beschloss das Parlament den Wiederaufbau.
Seit 2002 kam es unter dem Gesichtspunkt der Stärkung der patriotischen Identität Litauens zur Rekonstruktion des Schlosses als Symbol der eigenständigen Geschichte des Landes – ungeachtet der Vorbehalte zahlreicher Historiker und Experten, die unter anderem die lange zurückliegende Zerstörung sowie auch die Verwendung moderner Baumaterialien und -techniken kritisierten.
Im Jahr 2013 wurde das Schloss als Museum und als Ort für feierliche Veranstaltungen eröffnet. Für die Inneneinrichtung, die vollständig verloren und letztlich auch unbekannt war, wurden auf dem internationalen Antiquitätenmarkt für Millionenbeträge Möbel, Gemälde, Kleinplastiken und sogar Tafelgeschirr zusammengekauft. Im Keller des Schlosses wurde eine archäologische Ausstellung eingerichtet, in der die Bodenfundstücke und Fundamente, die einzig originalen Teile des Schlosses, besichtigt werden können. In der litauischen Öffentlichkeit wurden besonders die Kosten der Rekonstruktion kritisiert, die indirekt auch dazu beitrugen, dass authentische Baudenkmäler der Stadt selbst in unmittelbarer Nähe des neuen Schlosses weiter verfallen sind.